# ホールタウン
ホールタウン（英語: Holetown）は、バルバドスのセント・ジェームズ教区の町。島の西海岸に位置する。旧称はジェームズタウン（James Town）。1627年から1628年頃までは首都であった。人口は1,639人（2013年推計）。

## 歴史

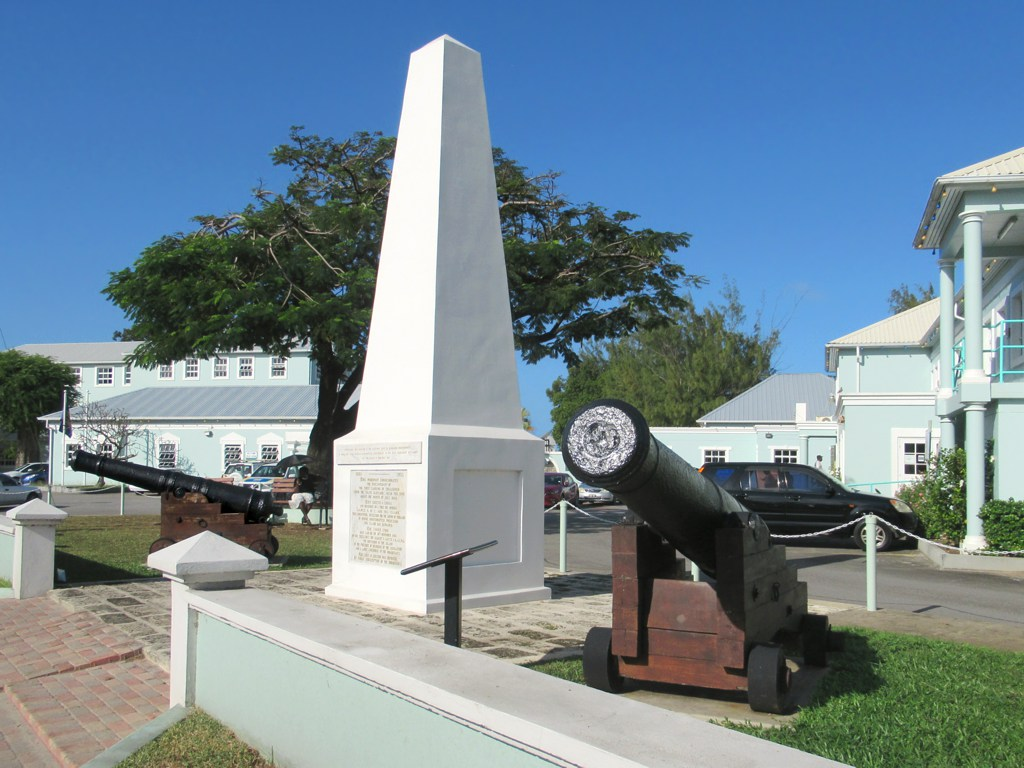
ホールタウンの上陸記念碑

1625年5月14日、ジョン・パウエルが船長を務める「オリーブの花」号は、南アメリカ大陸からイングランド王国へ向かう途中に現在のホールタウンに立ち寄った。1627年2月17日、ジョン・パウエルの弟ヘンリーは、貿易商William Courtenとおよそ80人の乗組員と共にジョンと同じ地点に再上陸した。彼らはバルバドス初となる入植地を建設し、当時の国王ジェームズ1世にちなみジェームズタウンと名付けた。しかし島への最初の上陸を記念して建てられた記念碑には、1605年と誤って記録されている。1977年以降、ホールタウンでは入植者の上陸を記念してバルバドス・ホールタウン・フェスティバルが開催されている。
ジェームズタウンにはバルバドス初となる5つのプランテーション、大きな要塞、司法府、総督官邸が建設され、首都としての役割を担った。またブリストル、ロンドン、ボストンとの大西洋横断貿易にも関わっていたが、後にボストンとの貿易は違法となった。次に総督となった初代カーライル伯爵ジェームズ・ヘイが島の南側に新たな入植地の建設を決定し、1628年頃にインディアンブリッジ（現在のブリッジタウン）へ移ったことで、ジェームズタウンは首都の地位を失った。
ジェームズタウンは後にホールタウンに改称された。イギリス人の船乗りは、海に流れ込む川がテムズ川のライムハイス・ホール（Limehouse Hole）を連想させたことから、ホールタウンと名付けたと言われている。
1954年、マギル大学のベレアーズ・リサーチ・インスティテュートが設立された。

## 地理
1984年道路交通規則 第六付則によると、ホールタウンの範囲は「ハイウェイ1号線（旧ウェスト・コースト・ロード）のうち、ラスセルズ・ロード（Lascelles Road）との交差点から、トレンツ・ロード（Trents Road）との交差点までの区間」と定義されている。

## スポーツ
- メープルクラブ（英語版）

## 姉妹都市
- ロンドン・ハーリンゲイ区、イギリス（2009年12月1日締結[7]）